# Promenade Gilberte-Brossolette
La  promenade Gilberte Brossolette marque le début de la promenade Pereire depuis la place du Maréchal-Juin. Elle constitue un square du 17e arrondissement de Paris.

## Situation et accès
La promenade se situe entre la promenade Rosemonde-Pujol et la place du Maréchal-Juin, dans la section qui aboutit rue Rennequin.
Le site est desservi par la ligne   à la station Pereire.

## Description
La promenade comprend une allée entourée de massifs de rosiers, de magnolias étoilés, bruyères, rhododendrons, Pieris, azalées, camélias, pivoines, hémérocalles et des pergolas avec clématites, houblon, glycine, chèvrefeuille et deux cents poiriers à feuilles de saule. Elle comprend des espaces clos ou ouverts avec espaces de jeux.

## Origine du nom
La promenade rend hommage à la résistante et femme politique Gilberte Brossolette, née Bruel (1905-2004).

## Historique
La promenade qui dissimule la ligne souterraine du RER C fut aménagée en 1989 sur la couverture réalisée en 1986-1987 de la tranchée de l'ancienne ligne d'Auteuil. Cette ligne ouverte en 1854, fermée en 1985, et remplacée sur ce tronçon par la branche nord-est du RER C entrée en service en 1988, comportait depuis 1900 quatre voies au milieu du boulevard.
Elle est dénommée officiellement depuis 2019,.